# 中田一平
中田 一平（なかた いっぺい、1972年3月28日 - ）は、日本のAV男優。

## 略歴
アダルトビデオは高校生の頃に近所のレンタルビデオ店で村西とおる作品などを借りて見ていた。高校の文化祭ではAVメーカーの宇宙企画をもじった「地球企画」名でコントや芝居をしていたという。
大学受験に失敗して予備校に通っていた当時、小劇団をやっていた同級生の父親に頼まれて舞台に関わる様になった。当初は大道具担当だったが本番3週間前に主演の男女が居なくなってしまい、急遽代役を務める。この時の相手役とはその後長年の交際を経て結婚寸前まで行ったが、式場の倒産などで式が延期になるなどしている内に結婚話自体が流れてしまい、結局別れたという。
その後は劇団員として活動していたが、演出家に「芝居一本ではなくちゃんと仕事をしながら芝居をやるのがいい」と言われて日刊スポーツの広告代理店に就職。営業の仕事と並行して役者を続けた。26歳ごろに横須賀の劇団を離れてフリーの役者として東京の様々な劇団で活動。28歳の時に★☆北区つかこうへい劇団のオーディションを受けたが最終選考で落ちたことをきっかけに芝居の道から離れた。
コージーコーナーに就職して4年間務めたのち、居酒屋で6年働いた。そこを退職後、工場勤めをしていた30代半ばに「人生一回ぐらい好きなことをやってみよう」とMOODYZの汁男優に応募。その後、複数メーカーのぶっかけ作品に出演するようになるが、当時は工場での夜勤から寝ずに現場に行くこともあったという。
ある時、BALTANの作品で知り合った男優がサディスティックヴィレッジの現場に行けなくなって代役を頼まれたが、ドラマシーンでの長台詞を読んだのがきっかけで男優として色々なメーカーから声を掛けられるようになった。初カラミは前田陽菜が出演したソフト・オン・デマンドの「王様ゲームシリーズ」だった。
出演作は2022年時点で3,000本以上。演技力に定評があり、ドラマシーンのあるAVへの出演が8割に及ぶ。

## エピソード
- 初体験は中学を卒業した春休み、相手は中学校の先生だった[2]
- 予備校通いをしていたころにパチンコにハマり、パチプロの様な暮らしをしていた[2]。
- 枢木あおいと共演した「AV女優 枢木あおい、…とおじさん。」では会話シーンの多くがアドリブだった[3]。なお、この撮影後に高円寺を歩いている際、テレビ東京の『家、ついて行ってイイですか?』のロケに遭遇[3][4]。自身がAV男優であることを明かした上でビデオに出演している。
- 佐川銀次の影響で「男優は表に出ない」スタンスだったが、かさいあみの勧めでX（旧Twitter）を始めた[3]。
- カラミの無い芝居だけのオファーもあるが、すべて断っているという[3]。